# Apanteles varifemur
Apanteles varifemur är en stekelart som beskrevs av Abdinbekova 1969. Apanteles varifemur ingår i släktet Apanteles och familjen bracksteklar. Inga underarter finns listade i Catalogue of Life.